# Isotoma multisetis
Isotoma multisetis är en urinsektsart som beskrevs av Carpenter och Phillips 1922. Isotoma multisetis ingår i släktet Isotoma och familjen Isotomidae. Inga underarter finns listade i Catalogue of Life.